# Chrysler Town & Country (1941–1988)
Chrysler Town & Country (Крайслер Таун енд Кантрі) — універсал, який випускався Крайслером в 1940–1942 і 1945–1988 рр. (протягом Другої світової війни, трирічна модельна перерва, з 1943 по 1945 рр., була різко зобов'язана Федеральним Урядом Сполучених Штатів до кінця війни протягом 1945 календарного року). Town & Country також продавався як седан, купе і кабріолет в 1947—1950 і 1983—1986 рр.. 1988 рік був останнім модельним роком для універсала Chrysler Town & Country, після чого і частково протягом одного модельного року (1989) назва Town & Country була відсутня на ринку аж по 1990 модельний рік, коли Chrysler ще раз представив перейменований варіант мінівену Chrysler Town & Country.
Універсал Chrysler Town & Country відрізнявся дерев'яною панеллю на боках і ззаду кузова, особливість, яка також асоціювалась з такими конкурентними універсалами як AMC Ambassador, Buick Estate, Oldsmobile Custom Cruiser, Ford Country Squire, і Mercury Colony Park.
Chrysler ще раз представив назву Town & Country як люксовий перейменований варіант мінівену Dodge Grand Caravan/Plymouth Grand Voyager для 1990 року і продовжив продавати це втілення Chrysler Town & Country по 2017 рік, коли Chrysler ще раз представив назву Pacifica для свого мінівену.
Декоративна панель «під дерево» ззовні знову з'явилась на інших виробах Chrysler, таких як Jeep Grand Cherokee і Chrysler PT Cruiser.

## 1941—1942

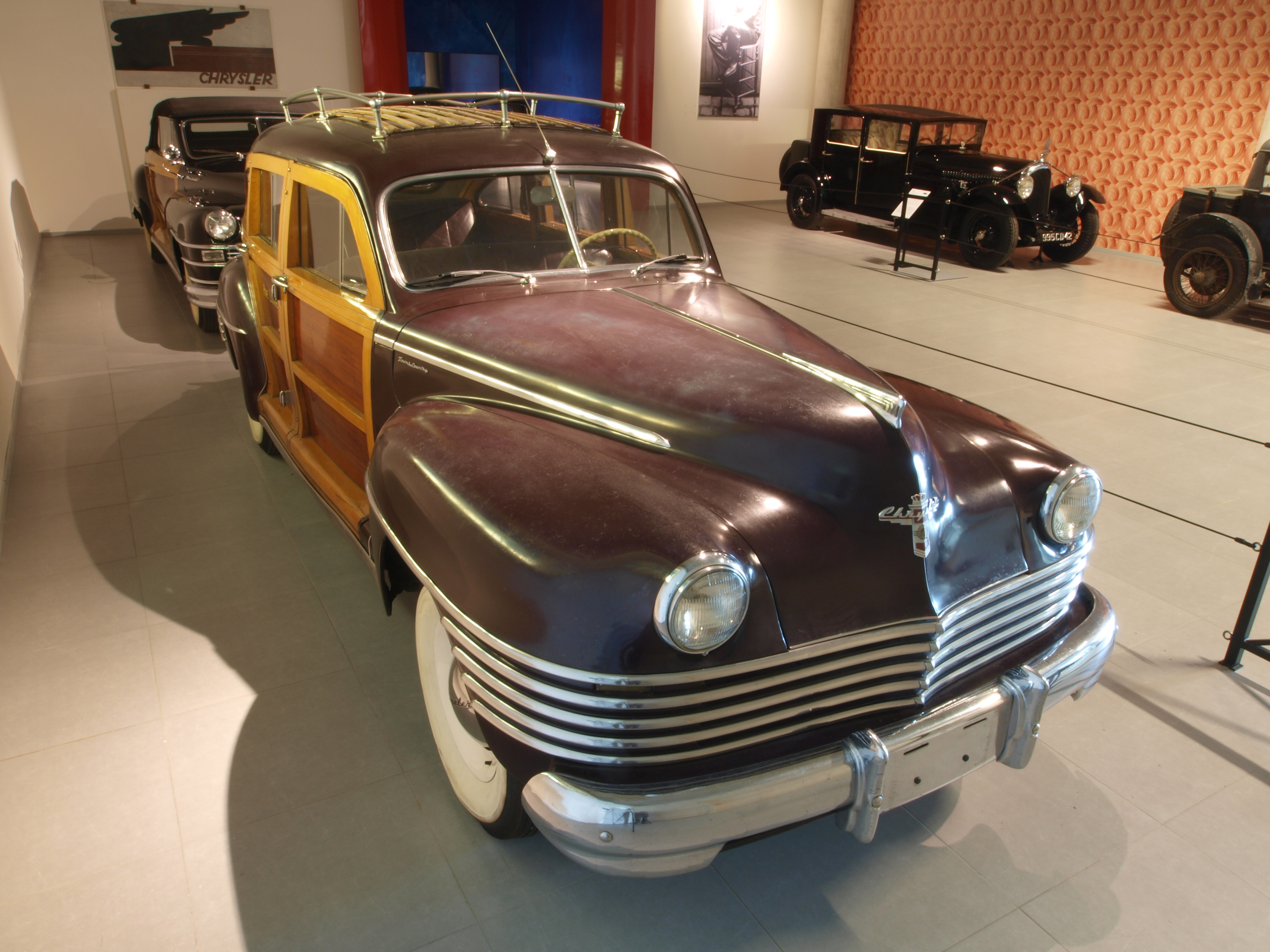
Модель 1942 року

Протягом 1941 модельного року, 4-дверний 8-місний універсал Chrysler Town & Country 1941 року здійснив свій дебют як перший дійсний оригінальний дерев'яний універсал з повністю сталевим дахом. Дах був з конкурентного Chrysler Imperial 4-дверного 8-місного лімузина, який призвів до унікальної (і узгодженої) конфігурації заднього завантаження, з двома дерев'яними дверима (які також називались 'Barrel Back'), які відчинялись з центру під ліхтарем заднього ходу (заднє вікно).
Протягом 1942 модельного року, після виробництва лише в два модельні роки, з менше тисячі виготовленими машинами (з 1941 модельного року), і лише з кількома вдосконаленнями на інакше незміненому Chrysler Town & Country 4-дверному 8-місному універсалі 1942 року, все виробництво даної моделі було різко припинилось протягом початку Другої світової війни і більше не повернулось до виробництва від того різкого кінця 1942 модельного року через наказ Федерального Уряду Сполучених Штатів.

## 1946—1950

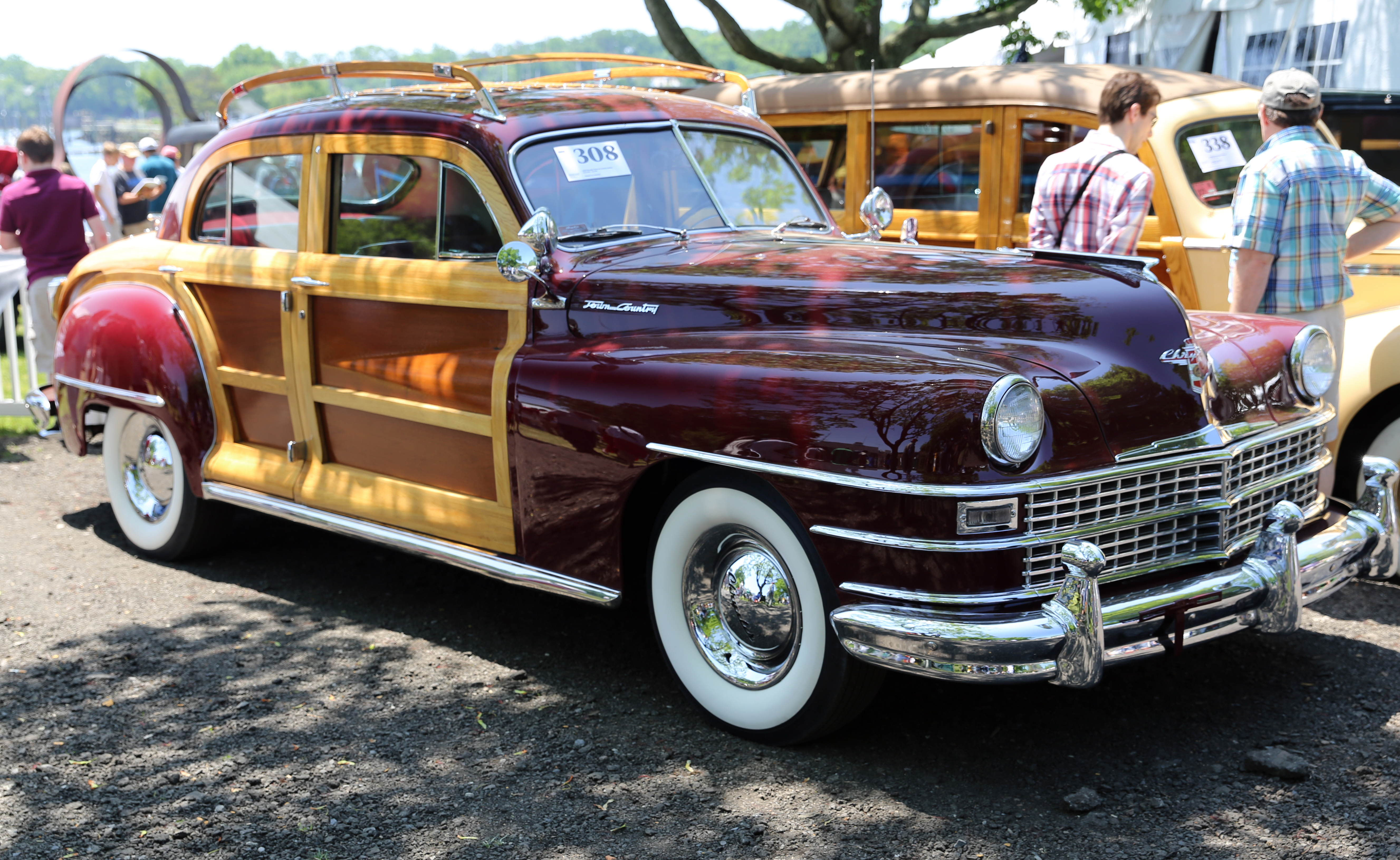
Модель 1948 року

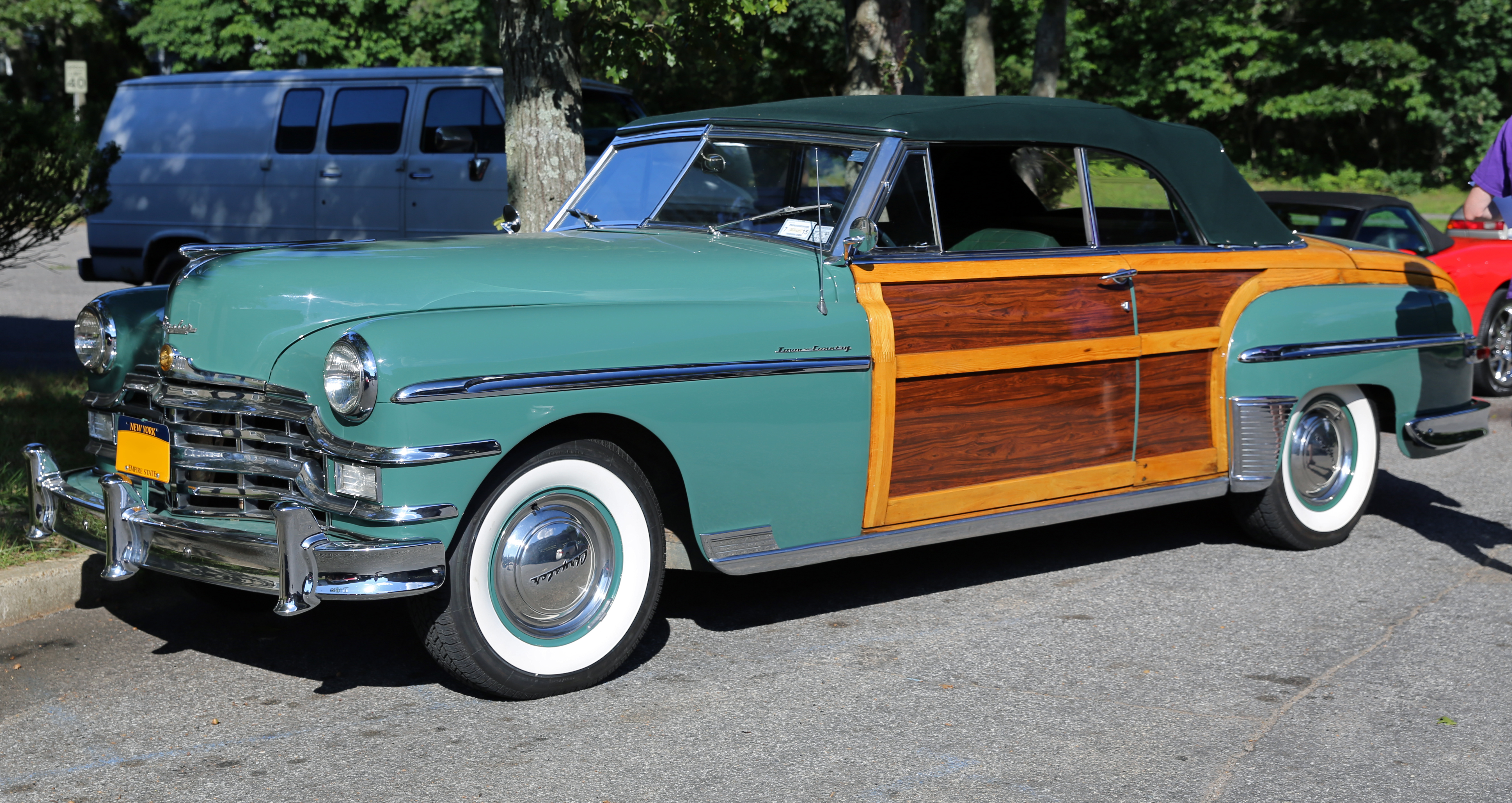
Модель 1949 року

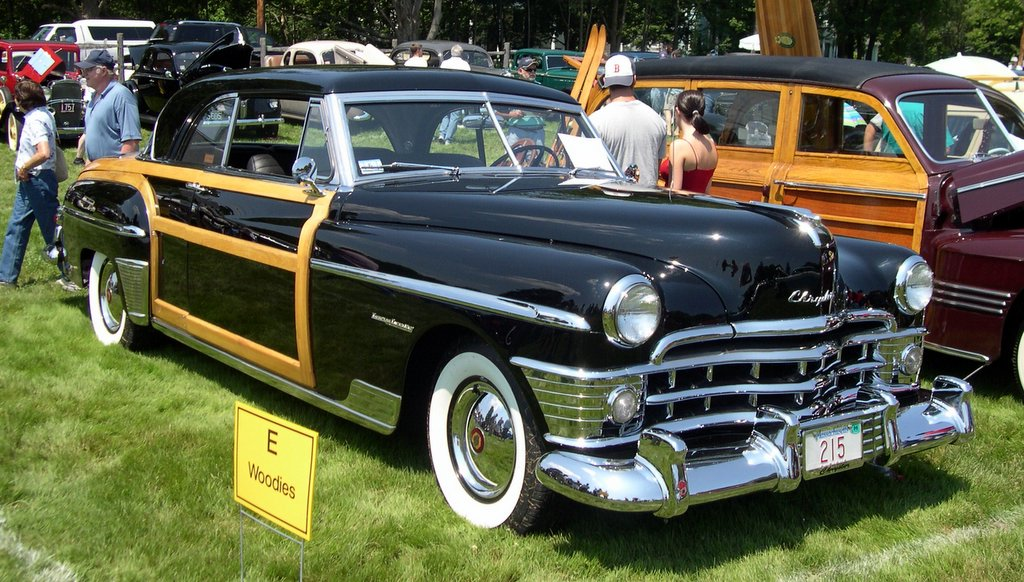
Модель 1950 року

Після Другої світової війни, назва Town & Country повернулась, хоча зник 4-дверний 8-місний універсал. Лише Chrysler Town & Country 4-дверний седан і 2-дверний кабріолет були єдиними двома пропозиціями Chrysler Town & Country протягом 1946 модельного року.
За три модельні роки пізніше (1949), General Motors заявлятиме про почесть повного масового виробництва першого 2-дверного хардтопа без стійки; однак, Chrysler побудував сім дослідних машин Town & Country з цим стилем кузова протягом 1946 модельного року, з яких лише одна дожила до наших днів. Останній справжній 2-дверний хардтоп Chrysler Town & Country з дерев'яною панеллю, дійде до повного виробництва через чотири модельні роки (1950).
Протягом 1947 модельного року, 4-дверний седан і 2-дверний кабріолет Chrysler Town & Country отримали кілька покращень від попереднього модельного року (1946).
Протягом 1948 модельного року, тоді як 4-дверний седан Chrysler Town & Country був у виробництві останній модельний рік після 3-річного періоду (від 1946 модельного року), 2-дверний кабріолет Chrysler Town & Country був злегка оновлений від попереднього модельного року (1947).
2-дверний кабріолет Chrysler Town & Country 1949 року отримав дуже мало покращень від попереднього модельного року (1948), був у останньому модельному році виробництва, і був єдиним пропонованим Chrysler Town & Country в 1949 модельному році після 4-модельно-річного виробничого циклу (від 1946 року).
2-дверний хардтоп Chrysler Town & Country 1950 року був останнім зі всіх автомобілів, який мав бокові панелі зі справжнього дерева протягом свого випуску лише один модельний рік. Виробництва всіх справжніх дерев'яних універсалів Chrysler Town & Country було припинене наприкінці 1950 модельного року.

## 1951—1959

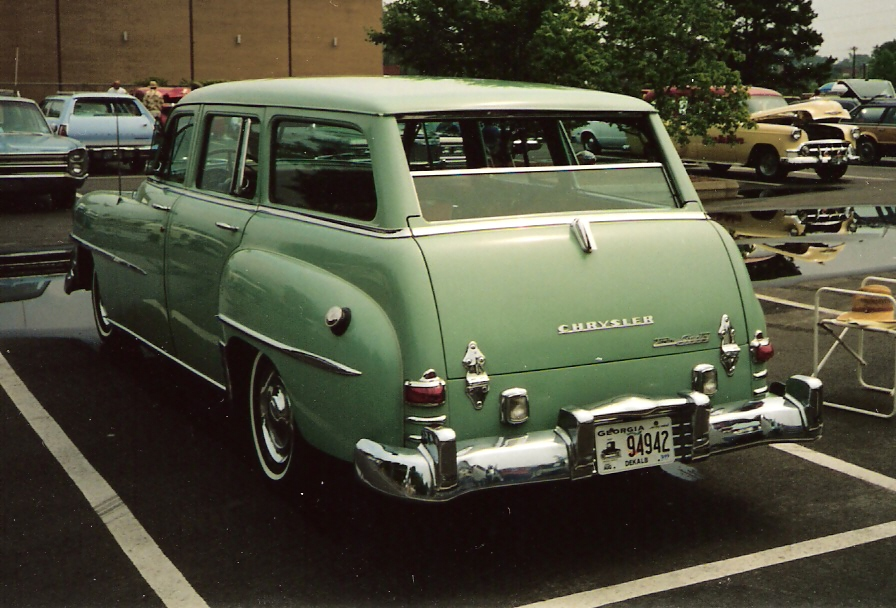
Модель 1952 року

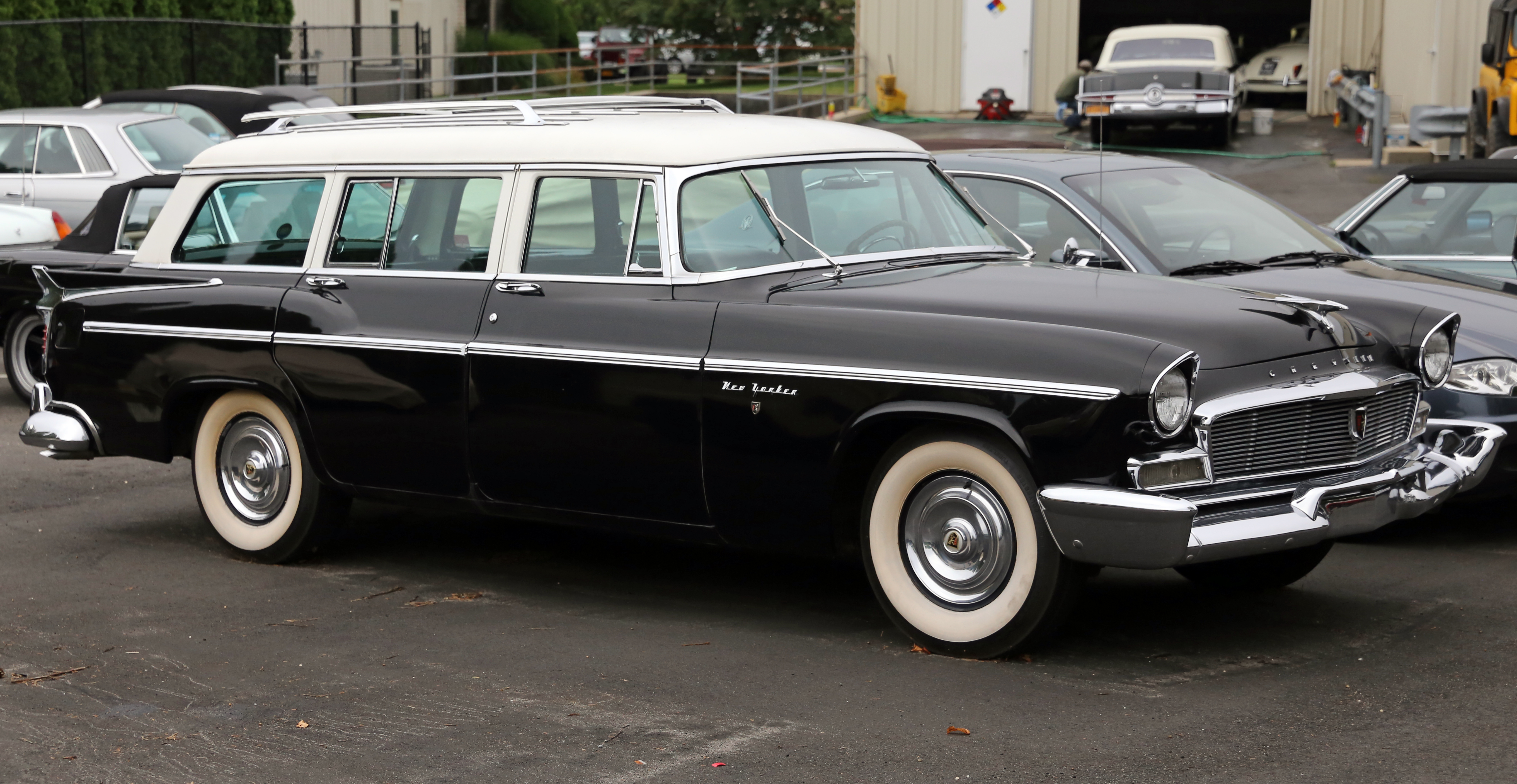
Модель 1956 року

Після того як дерев'яні моделі були відкинені, назва Town & Country була негайно зміщена до сталевого повно-розмірного задньопривідного універсала, збігаючись з дебютом першого двигуна V8 компанії (який тоді називався FireDome, а пізніше — HEMI). Цей універсал представив кілька новинок, включаючи опускні задні вікна для відкидного борту в 1951, і обернений назад задній ряд сидінь в 1957 році.
Універсали Town & Country 1951 року пропонувались в серіях Windsor, Saratoga і New Yorker. Версія New Yorker зникла в 1952, але знову з'явилась в 1953 році, коли серія Saratoga була відкинена. Версія Windsor тривала аж по 1960, пізніше була зміщена на нову серію Newport в 1961 році; версія New Yorker тривала аж по 1965 рік. Тоді, в 1969 році, Town & Country стала власною окремою серією.

## 1960—1964

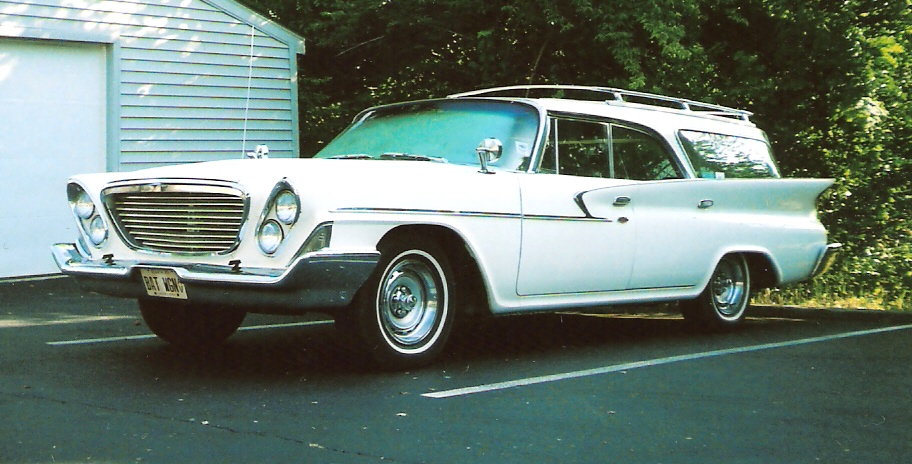
Модель 1961 року

В 1960—1962 модельних роках, New Yorker Town & Country залишився на 126-дюймовій колісній базі, тоді як моделі Town & Country спершу Windsor, пізніше Newport мали 122-дюймову. Це були найпросторіші заводські універсали на базі легковиків на ринку в ті часи. Хардтоп з шістьма стійками даху був доступний на ці автомобілі. Це були перші великі універсали, і серед найбільших коли-небудь побудованих автомобілів, з цільною конструкцією кузова.
В 1963 році, всі моделі Chrysler, включаючи New Yorker, базувались на коротшій 122-дюймовій колісній базі Newport. Обидва універсали Town & Country в рівнях оздоблення New Yorker і Newport мали далі кузов 4-дверного хардтопа аж по 1964, роблячи Chrysler останніми американськими універсалами, які пропонувались в цій короткотривалій конфігурації. Варіанти двигунів і стандартне обладнання залишились подібними. 340 к. с. 4-камерний 413 куб. дюймовий V8 з АКП Torqueflite на кнопки, плюс підсилювачі керма і гальм залишились стандартними на New Yorker T&C. Newport T&C ділив стандартний 265 к. с. 2-камерний 361 куб. дюймовий V8 тієї моделі з 3-ступеневою синхронізованою трансмісією з важелем на підлозі. Обидві моделі пропонувались у 6- і 9-місних варіантах, плюс довгий список опційного обладнання. New Yorker залишився унікальним серед великих американських універсалів, з пропозицією передніх роздільних сидінь з центральною подушкою і відкидним підлокітником.

## 1965—1968

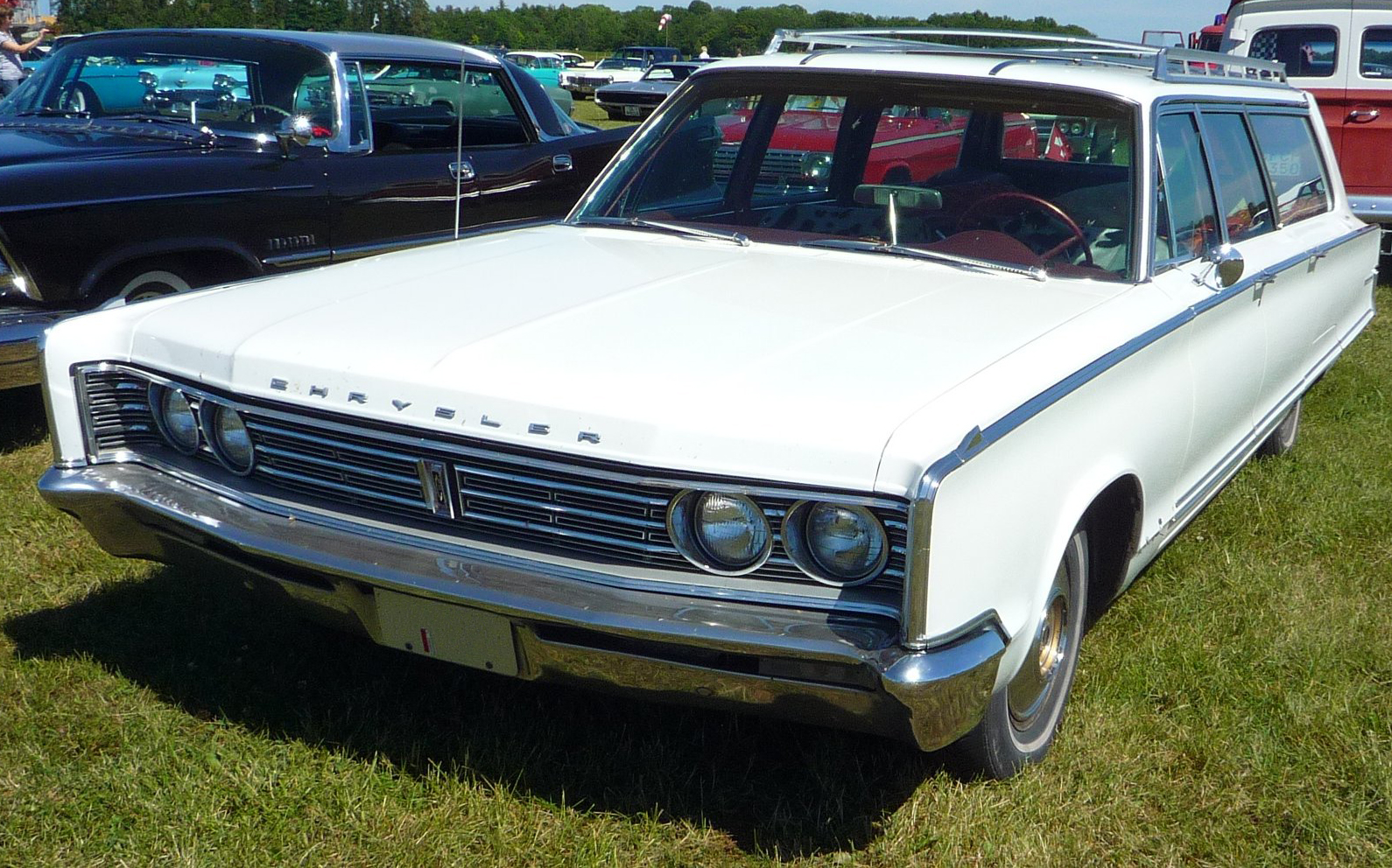
Модель 1966 року

Всі повнорозмірні автомобілі Chrysler, окрім Imperial, отримали основні оновлення в 1965 модельному році. Вони були роботою керівника дизайном Елвуда Енджела, який був найнятий з Ford Motor Company кілька років перед цим. Уніфікований кузов і шасі, з успадкованими від попереднього покоління поздовжніми передніми торсіонними важелями і задніми листовими ресорами.
Автомобілі з автоматичною трансмісією вже не мали кнопкового селектора на панелі приладів, і замість нього, щоб відповідати індустріальному стандарту PRNDL, був важіль переключення передач, вмонтований або на колонці, або на підлозі. Моделі Dodge і Chrysler ділили структуру пасажирського відсіку, отже розміри інтер'єру були по суті ідентичними. Універсали Town & Country ділили 121 дюймову (3,073 мм) колісну базу і дизайн з універсалами Plymouth і Dodge, тоді як інші види кузова Chysler стояли на 3 дюйми (76 мм) довшій колісній базі. Однак, універсали мали ту саму загальну довжину як і седани, трохи менше 220 дюймів (5,588 мм). Всі моделі бренду Chrysler і види кузова мали відкриті задні колісні арки, включаючи Town & Country.
Тонкі стійки і високі вікна ділились з 4-дверними седанами, зробленими для чималого простору і зовнішнього огляду. Прямі рейки даху на довгому багажнику на даху мали розвідні поперечки. Всі моделі Newport, включаючи універсали, мали більший стандартний двигун в 1965 році: двигун LB об'ємом 383 куб. дюйми. З 2-камерним карбюратором і ординарним вихлопом, він видавав 270 к. с.. Преміум бензиновий двигун 383 з 4-камерним і подвійним вихлопом, видаючи 305 к. с., був доступний як опція. Універсали New Yorker продовжували мати 413 куб. дюймовий 4-камерний V8, автоматичну трансмісію Torqueflite, також підсилювачі керма і гальм в стандартному обладнанні. Обидва рівні оздоблення були доступні у 6- або 9-місній версіях. Однак, це був останній рік, в якому універсали були доступні в рівнях оздоблення New Yorker чи Newport.
В 1966 році, кузов на всіх великих Chrysler був новим, з увігнутими боками як ключовий елемент дизайну. Інтер'єри були оновлені з новою панеллю приладів, ідеально симетричною в формі, маючи перевернутий спідометр у вигляді вентилятора. Розміри шасі й засклення для 4-дверних седанів і універсалів перейшли без змін. Проста модель Town & Country пропонувалась з 2 і 3 рядами сидінь. Оздоблення екстер'єру й інтер'єру було від серії Newport, і мало стандартне повністю вінілове сидіння від седана з відкидним центральним підлокітником. Новою опцією сидіння була Chrysler 50/50 3-в-1 роздільне сидіння, яке ділилось з седаном Newport Custom. Стандартна і опційна трансмісії залишились тими ж самими. Література з продажу за 1967 рік показує передні дискові гальма в стандартному обладнанні на Town & Country, разом з необхідними 15" колесами, шинами 8.45x15 для додаткового навантаження, і оновленими ковпаками коліс «дискове гальмо». Однак, багато ‘67 мали 14" колеса і ковпаки коліс Newport, так як в них були барабанні гальма. Ці універсали носили шини розміром 8.85x14.

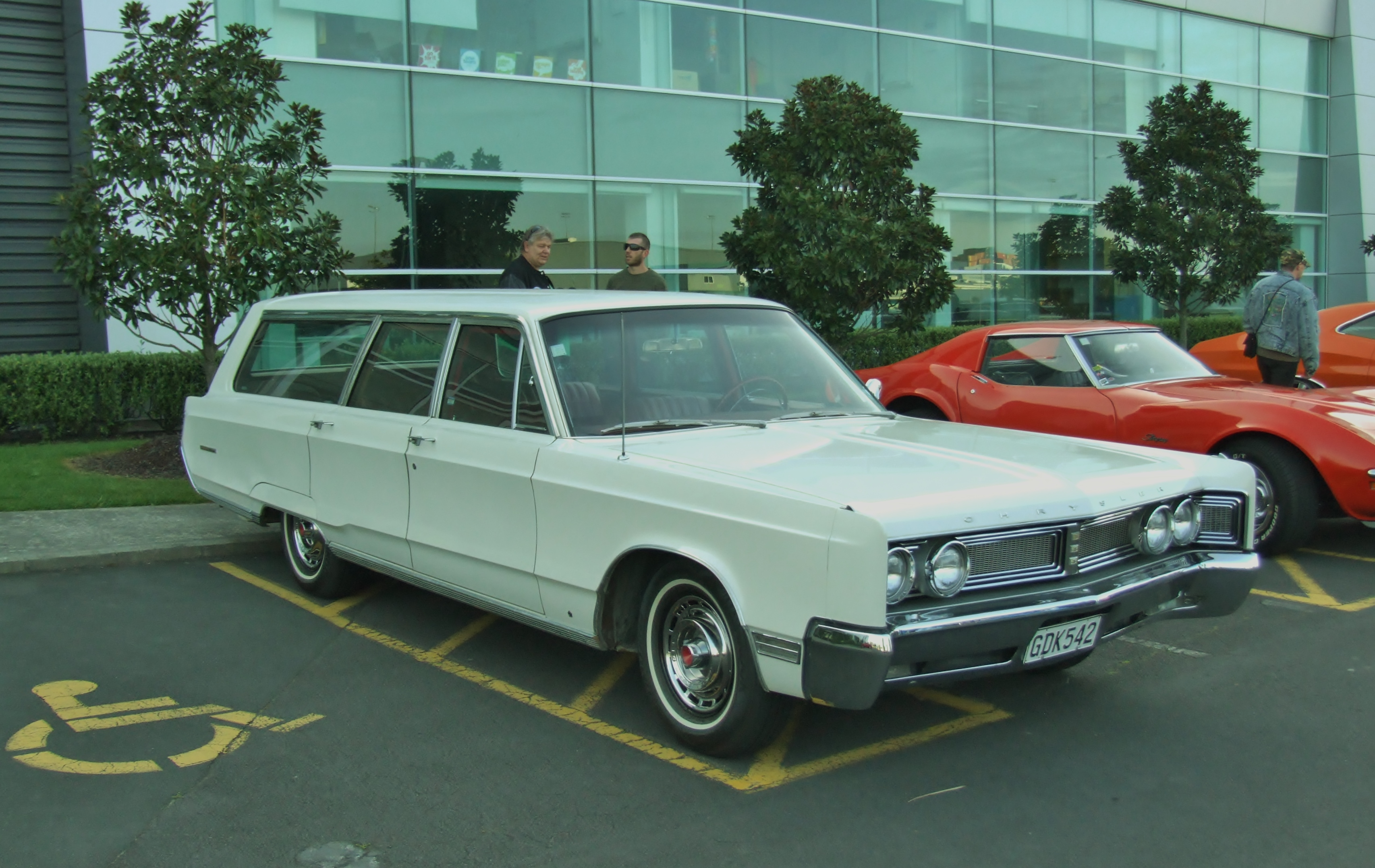
Модель 1967 року

В 1967 році, назва Town & Country стала позначенням моделі для одного і єдиного універсала в лінії Chrysler. АКП Torqueflite, підсилювачі керма і гальм були стандартними, як і зовнішнє оздоблення і вінілове сидіння, розділене з серією Newport. Індивідуальні роздільні сидіння з центральним підлокітником і розкладними пасажирськими зі списку опцій на New Yorker залишилось доступним лише на ще один модельний рік. 2-камерний звичайний бензиновий 383 V8 Chrysler став стандартним двигуном, 3 4-камерним, подвійним вихлопом, додатковий бензиновий 383 V8 був доступний як опція. Новим у всіх Chrysler 1966 року: хід поршня 3.75" двигуна RB був збільшений до 4.32" надаючи 440 куб. дюймів. З коефіцієнтом стиснення 10.0:1, особливим пальним, 4-камерним карбюратором і подвійним вихлопом, 440 куб. дюймовий V8 виробляв 350 к. с. і був топовою опцією потужності на Town & Country. Також вперше доступні на всі великі Chrysler передні дискові гальма, які вимагали 15" колеса з унікальними ковпаками коліс. З опційними передніми дисками, універсали T&C носили шини для додаткового навантаження розміром 8.45x15. Зі стандартними барабанними, розмір шин був 9.00x14.

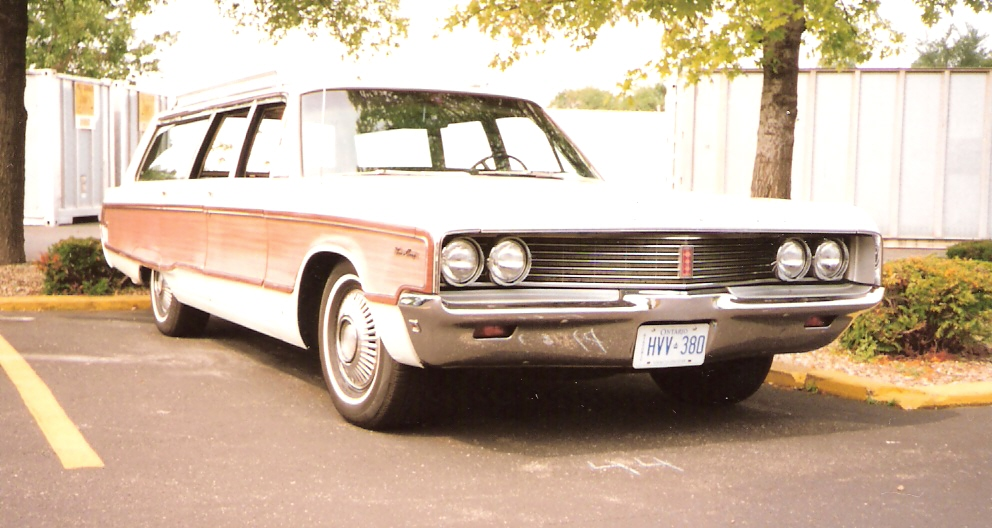
Модель 1968 року

В 1968 році, всі нові автомобілі США були обладнані передніми і задніми габаритними ліхтарями збоку. Бампери, решітка, капот, кришка багажника, задня панель і фари Chrysler зазнали великих змін, щоправда бік кузова, задній відкидний борт і задні ліхтарі лишились такими ж. У функціях також були кілька змін. Головки циліндрів з кращим диханням тепер видавали потужність до 290 к. с. 383 куб. дюймового 2-камерного V8. Передні дискові гальма повернулись до списку опцій, тоді як передні барабанні гальма і шини розміром 8.85x14 були стандартними. Всередині, передні сидіння стандартні з седана й опційні розділені 50/50 були й далі, розділяючи сидіння і візерунок дверних карт з серією Newport Custom. Велика зміна в зовнішності Town & Country прийшла в панелі-імітації форми горіхового зерна, заповнюючи порожню частину боків кузова і оточену молдингами з нержавіючої сталі. Дерев'яна панель була стандартною на всіх універсалах Town & Country, з пропонованою опцією без неї.
Початкове натуральне дерево Town & Country було доступним на купе й кабріолети, так само як універсали, панелі з імітації дерева пропонувались як опція на 2-дверний хардтоп і кабріолет Newport в 1968 і 1969 модельні роки.

## 1969—1973

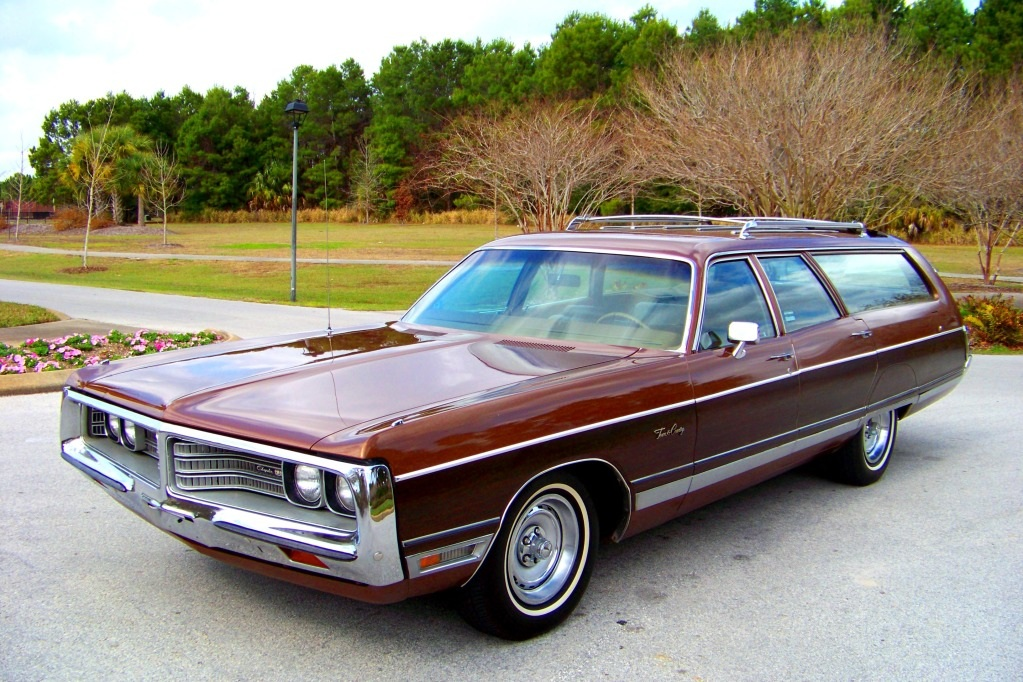
Модель 1972 року

В 1969 році, значна переробка принесла ефектний новий вигляд на всі повнорозмірні машини корпорації Chrysler. Під назвою «фюзеляжний стиль „, він мав виражену вигнуту форму боків від кузовних панелей до країв даху. Моделі Plymouth і Dodge, окрім універсалів, ділили структуру пасажирського відділення і засклення їздячи на 120“ і 122» колісних базах відповідно. Подібно, моделі Chrysler та Imperial, окрім універсала T&C, ділили дещо довші пасажирські відділи і засклення, маючи 124" і 127" колісні бази відповідно (довша частина колісної бази Imperial була в передньому звисі). Як у попередній генерації, всі повнорозмірні універсали корпорації Chrysler ділили спільне засклення на уніфікованому кузові й шасі з поздовжніми передніми торсіонними важелями, задніми ресорами і 122" колісною базою Dodge. І, як раніше, коротша колісна база універсала була зміщена додатковим заднім звисом. Універсали Town & Country 1969 року були майже подібні на інші кузови Chrysler в загальній довжині майже 225".
Всі Крайслери фюзеляжної ери мали петельний хромований передній бампер на всю ширину. Чотири передні фари і решітка були заглиблені всередині петлі, з різними вставками решітки для кожної серії. Поворотні і габаритні ліхтарі були заглиблені в бампер під фарами. Кузови були прості й гладкі з тонкою характерною лінією, яка починалась від переднього бампера, злегка спадала по довжині автомобіля, і закінчувалась на округлому кінці заднього бампера. На універсалах Town & Country, ця характерна лінія була також розміщенням нижчого контуру для дерев'яної бокової панелі, яка імітувала вишню в 1969 році. Фюзеляжний профіль подовжив довжину повно-розмірних авто з довгими дахами для більш вражаючого вигляду універсала. На задньому краю довгого даху, з боками кузова, задніми стійками, і унікальним аеродинамічним профілем даху утворювалась одна суцільна арка над заднім відкидним бортом. Аеродинаміка спрямовувала потік повітря з даху вниз над заднім склом, з ціллю підтримки скла чистим від скупчення бруду.
Візерунок решітки і ковпаки коліс на цій генерації Town & Country були від New Yorker, тоді як вибір переднього сидіння і оздоблення інтер'єру знову позичались в Newport Custom. Нова панель приладів мала симетричну м'яку петлю, яка перекликалась з дизайном передка. Перевернутий спідометр у вигляді вентилятора від 1967 і 68 був далі, збалансований на пасажирській стороні великою заслінкою бардачка. Унікальною особливістю Chrysler було сильне освітлення показників і управління замість більш типової підсвітки. Новинку оцінили по-різному протягом кількох модельних років.
В 1969 році, всі повнорозмірні автомобілі корпорації Chrysler повернулись до стандартних 15" коліс. Це пристосувало зростаючу частку автомобілів з передніми дисковими гальмами, які були оновлені до нового простішого і менш вартісного ординарного клапана з супортом від раннього 4-клапанного зафіксованого супорта. Ще раз знову, література з продаж Chrysler мала в переліку підсилювачі передніх дискових гальм в стандартному обладнанні на Town & Country. Але зате, ще раз знову, деякі машини йшли із заводу з передніми барабанними гальмами. Незважаючи на тип гальм, всі T&C носили стандартні шини розміром 8.85x15 на дисках напруженого режиму 6.5"x15". Вибір трансмісії на Town & Country залишився незмінним.
Chrysler грав у доганяли на деяких особливих властивостях універсала в 1969 році: задній відкидний борт став двосторонніми дверима, які можуть відчинятись вбік або опускатись вниз, риса, яку Ford започаткував у 1965 році. І, задня колія була розширена майже на 3 дюйми (76 мм) до 63.4", надаючи повну широку вантажну підлогу 48.5" між кожухами коліс, риса, яку започаткував GM, також в 1965. Chrysler прагнув обійти цих конкурентів з власними кількома рисами лише для універсалів, включаючи пасажирські допоміжні поручні, інтегровані в задні декоровані ручки для відкривання, і омивач скла заднього борта, який містився всередині нього.
Після так багатьох змін в попередньому році, не дивно, що було мало змін в 1970 році. Більшість марок США, включаючи Chrysler, прийняли оперезані зміщенням шини. Це була короткотривала суміш, яка містила знайомі легкі нахили оболонки зі стабілізуючими ременями протектора, які використовувались в радіальних шинах європейського стилю. Одна відома назва бренду того часу була Polyglas від Goodyear. Всі Chrysler 1970 року мали стандартні оперезані зміщенням шини, а універсали Town & Country розміром J78-15. J означала другий найбільший розмір, доступний у вантажній місткості, 78 означав поперечний переріз висоти на ширину, чи співвідношення сторін 78 %, і 15 — номінальний діаметр диску в дюймах, як раніше.
Незначною стильовою зміною була додача різкого викривлення чи петлі в нижчій частині характерної лінії на боці кузова на задній половині кожних задніх дверей. Воно не ділилось з іншими 4-дверними кузовами Chrysler, ні з універсалами Plymouth чи Dodge. Чому Chrysler поніс витрати за переобладнання унікальної оболонки задніх дверей Town & Country ’70 року залишається загадкою. Розміри, специфікації, стандартне і опційне обладнання залишились фактично незмінними. А передні дискові гальма, звісно ж, повернулись назад до списку опцій.
Кінець 1960-х виявився фінансово конкуруючим часом для корпорації Chrysler, так як затяжні стандарти викидів і вимоги безпеки тонко постачали ресурси. Тому, дворічне оновлення всередині циклу, заплановане на новий модельний 1971 рік для корпоративної лінії великих автомобілів, було перенесене на наступний рік. Таким чином, всі Chrysler 1971 року, включаючи Town & Country, виглядали фактично незміненими від попереднього року. Одною запланованою зміною інтер'єру, яку втілили на машинах 1971 року, було обрамлення панелі приладів… Її верхня поперечина стала трохи більш масивною, тоді як нижня була зменшена в розмірі, виключаючи нижній виступ, а бар дачок отримав кольорову накладку. Стандартні шини для універсалів були збільшені до L84x15, розмір, який ділився з Imperial, а також на універсали був доданий унікальний для корпорації Chrysler Torsion Quiet Ride, який включав набір покращених гумових ізоляторів для підрамника передньої підвіски і кріплення задніх листових пружин. Вона була представлена як нова особливість на всі інші моделі й кузови Chrysler в 1970 році. І, нарешті, втретє, передні дискові гальма з'явились в списку стандартного обладнання Town & Country… цього разу остаточно.
Додаткові непомітні зміни були пов'язані з Федеральними Стандартами Викидів і вимогами, що всі автомобілі 1971 р. в. мали їздити на неетиловому бензині звичайної марки. Коефіцієнти стиснення на всіх двигунах були знижені до ~8.5:1. Лише цього року, рекламувались потужність двигуна і особливості крутного моменту, використовуючи відомий метод повної оцінки SAE (востаннє), і методу чистого рейтингу SAE, який залишається стандартним сьогодні. (Чисті рейтинги більш точно представляють віддачу встановленого двигуна, так як вони вимірюють віддачу тоді, коли двигун повністю «одягнений», зі споживанням палива і системою вихлопом, охолоджувальною системою, і додатковим навантаженням на місці.) Змінені оцінки для двигунів Town & Country були: 383 куб. дюйми 2-камерний V8: 275 (190 чистих) к. с. з 375 (305 чистих) фунт-фут; 383 куб. дюйми 4-камерний V8: 300 (240 чистих) к. с. з 410 (310 чистих) фунт-фут; 440 куб. дюймів 4-камерний: 335 (220 чистих) к. с. з 460 (350 чистих) фунт-фут. Систему подвійного вихлопу більше не використовували.
В 1972 році з'явилось оновлення всередині циклу, заплановане на попередній рік. Загальний дизайн моделей Chrysler залишився дуже подібним. Цільна платформа і всі ключові розміри залишились незмінними. Фюзеляжна тема розвинулась в напрямку ще простішого боку кузова, все ще з витонченою задньою скошеною характерною лінією, але з кутастим виступом на підвіконні. Передній бампер зберіг свою форму петлі, додавши центральний розділювач решітки на дві половини. Скляні частини на всіх 4-дверних моделях залишились незмінними, тоді як лінії даху 2-дверного купе стали більш формальними, а кабріолети відкинули. Після багатьох років зниження продажів, серія 300 була виключена, замінена на серію New Yorker Brougham з вибором плюшевого інтер'єру і більш стандартного обладнання, яка стояла між Imperial і New Yorker.
Town & Country в 1972 році запозичив більшість зовнішнього оздоблення від New Yorker. Відлиті вставки решітки ділились з New Yorker, і задні колісні арки знову мали декоративні щитки. Чисті яскраві металеві молдинги біля двох дюймів завширшки проходили по всій довжині автомобіля від переднього бампера до заднього і служили нижнім контуром для стандартних бокових панелей «під дерево». Стандартні ковпаки коліс ділились з Newport, і були ідентичними до ковпаків 1969 року, які тоді ділились з New Yorker. Всередині, вибір переднього сидіння і дверних карт знову ділився з Newport Custom. Спинки сидінь для стандартного переднього сидіння седана мали високі спинки з вмонтованими підголівниками. І двосторонній задній відкидний борт Chrysler став тристороннім, здатний відчинятись з піднятим склом.
На жаль, так як Town & Country (і будь-який інший автомобіль ’70-х) ставали важчими, можливі на вибір силові агрегати ставали меншими і слабшими. Ступені стиснення були далі знижені до 8.2:1. Збільшення в діаметрі з 4.25" у 383 до 4.34" створило новий двигун серії LB об'ємом 400 куб. дюймів. З 2-камерним карбюратором, він досяг лише чистих 190 к. с. і чистих 310 фунт•фут (420 Н•м) крутного моменту від 383 попереднього року. Єдиним залишеним опційним двигуном був 440 куб. дюймовий 4-камерний V8, який видавав чистих 215 к. с. і 345 фунтів•фут (468 Н•м) крутного моменту.
1973 був 5-м і фінальним роком запланованого 4-річного циклу платформи. Федеральний наказ обладнати автомобілі 1973 модельного року бамперами, які могли поглинати удари на 5 миль/год. (8.0 км/год.) без жодного видимого пошкодження, був головним змаганням, відтоді як великі автомобілі корпорації Chrysler призначені для дотримання цього стандарту, були відкладені до 1974 м р.. Рішення тимчасової зупинки було для того, щоб замінити характерні петельні передні бампери фюзеляжної ери з решіткою загального вигляду і звичайними бамперами, які носили чорні гумові поглиначі удару спереду і ззаду. Поглиначі додали більше п'яти дюймів (127 мм) до загальної довжини кожного автомобіля, і, на жаль, виглядали як переосмислення, яким вони й були. Окрім бамперів, інших змін на Town & Country 1973 року було мало: переднє сидіння 50/50 3в1 виявилось настільки популярним, що стало стандартним, як і 440 куб. дюймовий двигун V8 вищого крутного моменту, який вперше мав стандартним електронне запалювання.

## 1974—1977

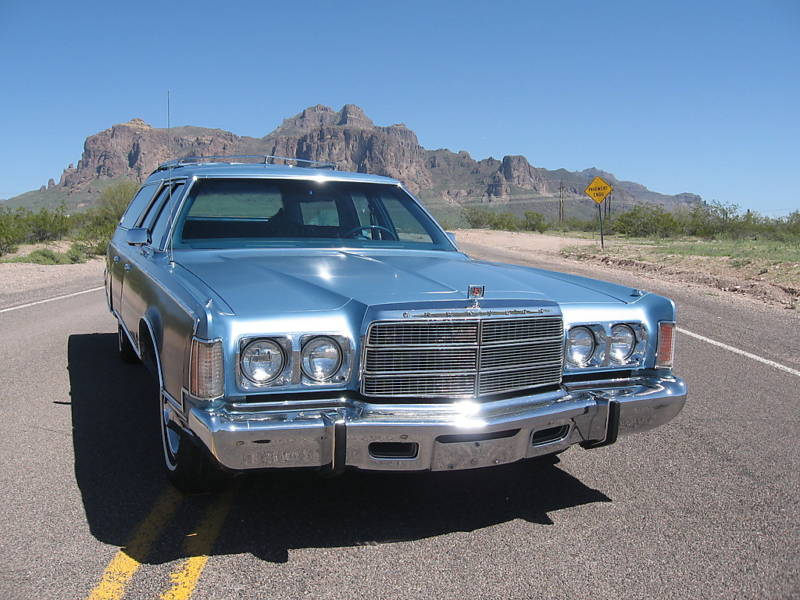
Модель 1975 року

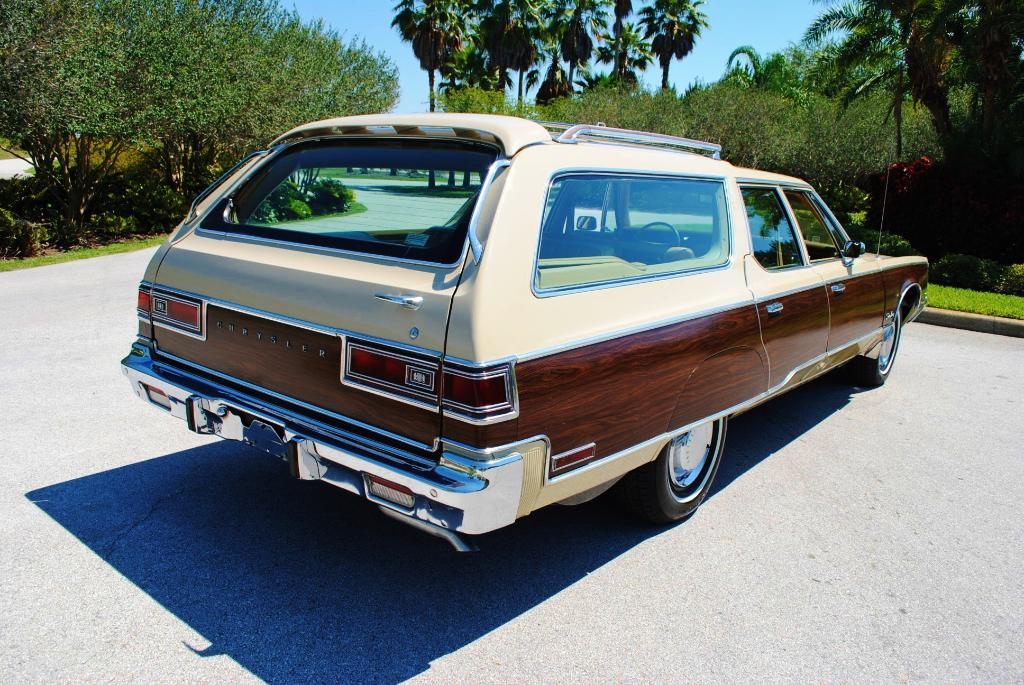

Для 1974 модельного року, корпорація Chrysler представила нову лінійку великих автомобілів, які спершу були заплановані на рік раніше. The timing could hardly have been worse… Арабське нафтове ембарго кінця 1973 року спровокувало черги американців за бензином від узбережжя до узбережжя, інколи годинні. Великі автомобілі швидко стали надлишком на ринку, незважаючи на те, що нові моделі Chrysler були кількома з найкращих великих автомобілів, які Chrysler виготовив за роки. Новий стиль був чистим відходом від фюзеляжної генерації, і з'явився для розділення пропорцій і рис дизайну стилю великих автомобілів GM 1971 року. Боки кузова мали більш виразний внутрішній схил. Передні стійки були тонкими, і поясні лінії були помітно нижчі, даючи значно більшу площу засклення. Енергопоглинаючі бампери гарно вписувались в дизайн спереду і ззаду.
Для цієї генерації, повнорозмірні Plymouth і Dodge, за винятком універсалів, ділили більше ніж оболонки кузова. Вони також ділили спільну 122-дюймову колісну базу, панелі приладів і більшість зовнішніх кузовних штампів. Так само, моделі Chrysler та Imperial ділили злегка довші кузови на спільній 124-дюймовій колісній базі, також панелі приладів і зовнішні панелі кузова. І, ще раз знову, універсали Chrysler Corporation ділили спільну скляну поверхню по підрозділах… щоправда цього разу, всі універсали їздили на довшій 124-дюймовій колісній базі Chrysler. Всі залишились досить великими, щоб стримати повсюдний лист плоскої фанери 4x8 на своїй підлозі з відкидним бортом в три напрями — на щастя, немає ніяких доказів будь-якої спроби наслідувати стиль механізму заднього борту GM. Дах був злегка піднятим за третьою стійкою, і дефлектор повітря у кольору кузова на задньому краю залишився стандартною рисою, щоправда він більше не був інтегрованим в структуру кузова. Прикриті декоративними щитками задні колісні арки та наклейки з імітацією дерева на боках і задньому борті залишились стандартним обладнанням на всіх універсалах Town & Country.

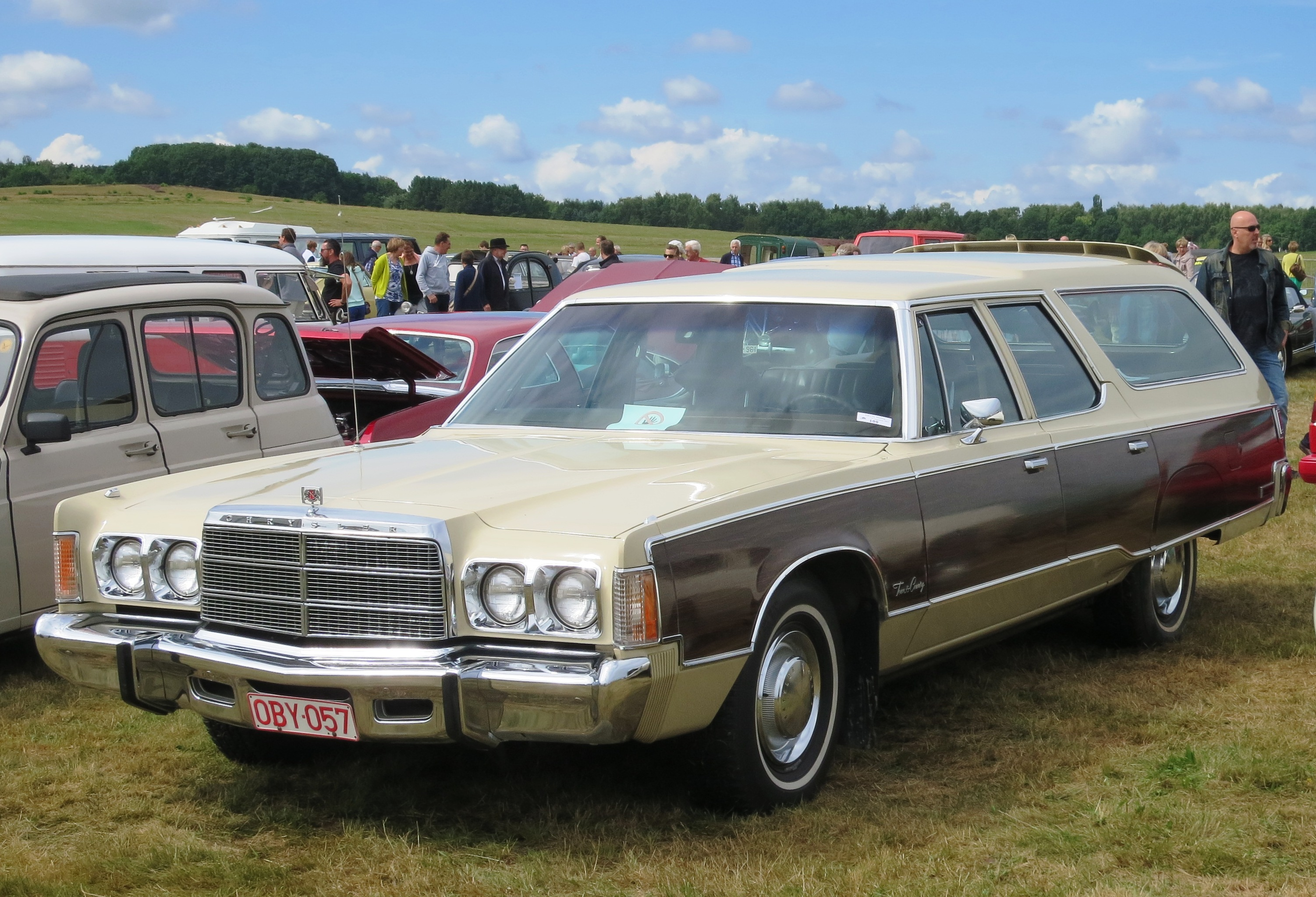
Модель 1977 року

Значне покращення безпеки було досягнуте з переміщенням паливного бака з лівої задньої чверті, де він розташовувався з 1950-х, під підлогу прямо за заднім мостом. Простір на підлозі був зменшений на універсалах з 2 сидіннями, але переробки у відкидному механізмі 3-го сидіння мінімізували будь-які компроміси в зручності сидіння. Звільнений простір в задній лівій чверті став закритим багажним відділенням.
Щоправда загальний розмір Крайслерів 1974 року був трохи більшим від попередньої фюзеляжної генерації, вага продовжувала повзти вгору. Додаткові контролювання викидів, особливості безпеки і зростаючі списки стандартного обладнання мали такий самий ефект на будь-який авторинок. T&C з 3 сидіннями накинув шкалу прямо під 5,000 фунтів, майже на 300 фунтів важчий від T&C фюзеляжної генерації ’72. З кондиціонером і типовим комплектом електричних додатків, середній T&C ’74 року важив майже 5,200 фунтів. Стандартні похилі шини мали розмір L78x15 на диски розміром 6.5x15 дюймів. Сталеві радіальні були опційні.
Змін в 1975 році було мало, і більшість ділилось крізь всю галузь США, включаючи Chrysler. Ці радіальні шини нижчого опору кочення стали стандартними, в розмірі LR78x15 для Town & Country. Кожен Chrysler був вперше обладнаний каталітичним нейтралізатором вихлопної системи, яка не потребує свинцевого бензину для належної роботи. 400 куб. дюймовий 2-камерний двигун V8 повернувся як альтернатива економії пального для все ще стандартного двигуна 440. І, як незначне оновлення зовнішності для всіх моделей Chrysler: нижчі панелі приладів, колонки керма і керма стали кольоровими… До того вони були чорні.
1975 був роком ущільнення лінії продукції для Chrysler. Після 19 років продажу Imperial як окремої марки, Chrysler неохоче визнав які статистики продажів казали їм багато років … Пара високо оздоблених Chrysler не могла ефективно змагатись з Cadillac, Lincoln чи люксовими європейськими брендами, щоб охопити увагу покупців американських люкс-автомобілів. Chrysler махнув на бренд Imperial, і переклав більшість унікального оздоблення Imperial — водоспадна решітка, приховані фари, подовжені задні крила, вертикальні задні ліхтарі і широкі сидіння з подушок — як New Yorker Brougham 1976 року. Подібно те, що було оздобленням інтер'єру і екстер'єру New Yorker, стало Newport Custom 1976 року. Town & Country, незмінений ззовні і всередині, залишився. Він залишився так само великим, елегантним і добре обладнаним як завжди, але інтерес ринку у великих розкішних універсалах йшов на спад.
1977 став останнім роком Chrysler Town & Country як традиційного американського повно-розмірного люксового універсала. Обидва GM і Ford зменшились і продовжили традиційні великі універсали протягом 1980-х для Ford, і аж по 1990-і для GM. Але на Chrysler, улюблена назва Town & Country приймала нові ролі в нових сегментах ринку.

## 1978—1981

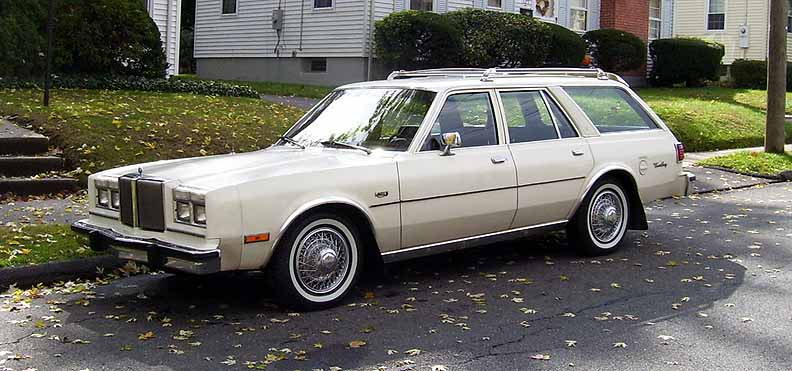
Модель 1980 року

З 1978 по 1981 рр., значок Town & Country позначав модель універсала з імітацією дерева середньо-розмірної серії Chrysler LeBaron, побудований на платформі M Chrysler, яка включала Plymouth Gran Fury, Dodge Diplomat і Chrysler LeBaron. Щоправда ззовні й всередині він був оздоблений більш елегантно, проте  між зменшеною середньою лінійкою Chrysler і його компактними задньо-привідними моделями Dodge Aspen/Plymouth Volare, представленими в 1976 році, не було багато суттєвих відмінностей в шасі й агрегатах. Колісні бази, ширина протектора і розміри інтер'єру були ідентичні, залишивши лише передній і задній звиси та загальну довжину для відрізнення середньо-розмірного від компактного.

## 1982—1988

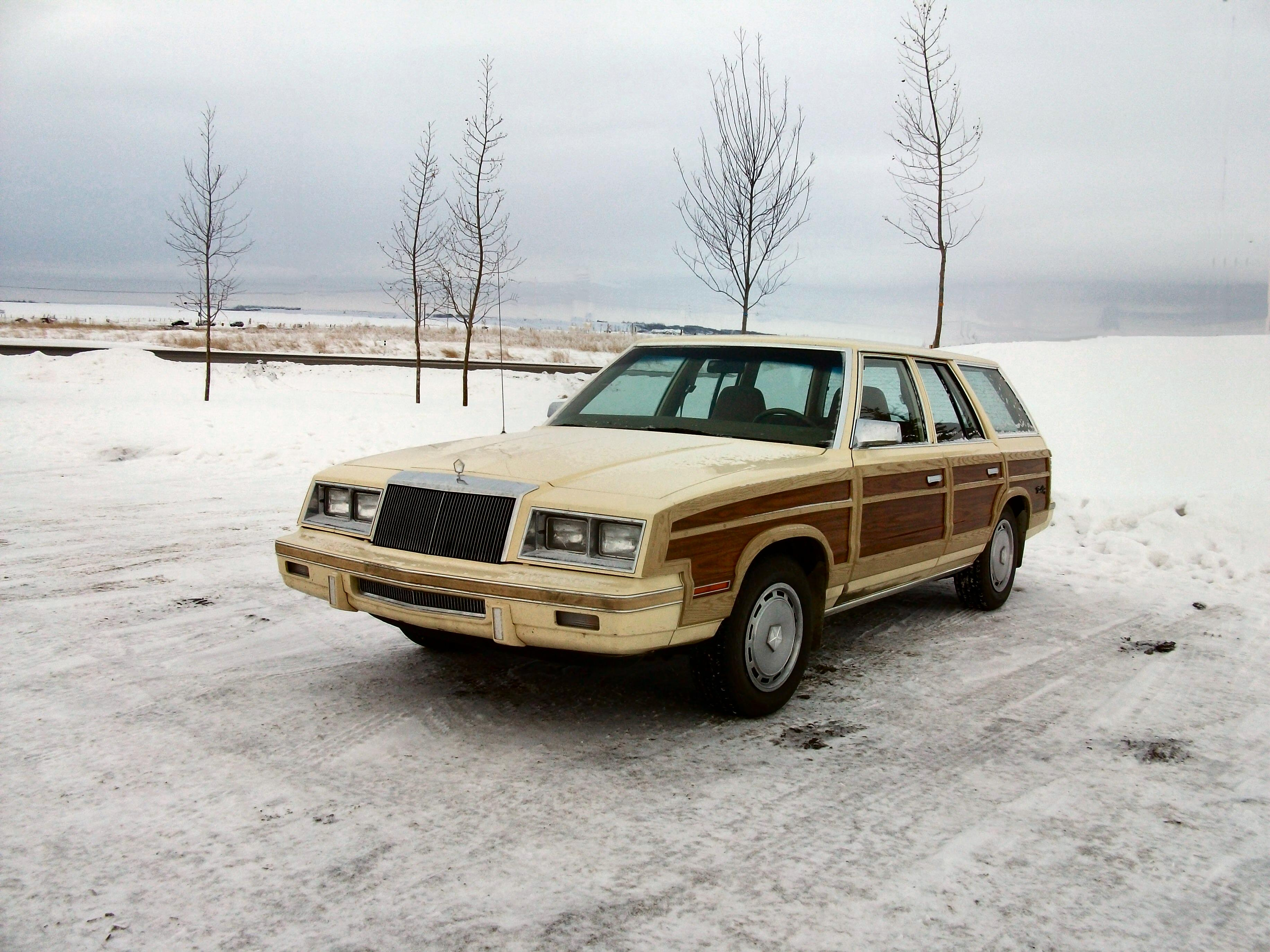
Модель 1982-85 рр.

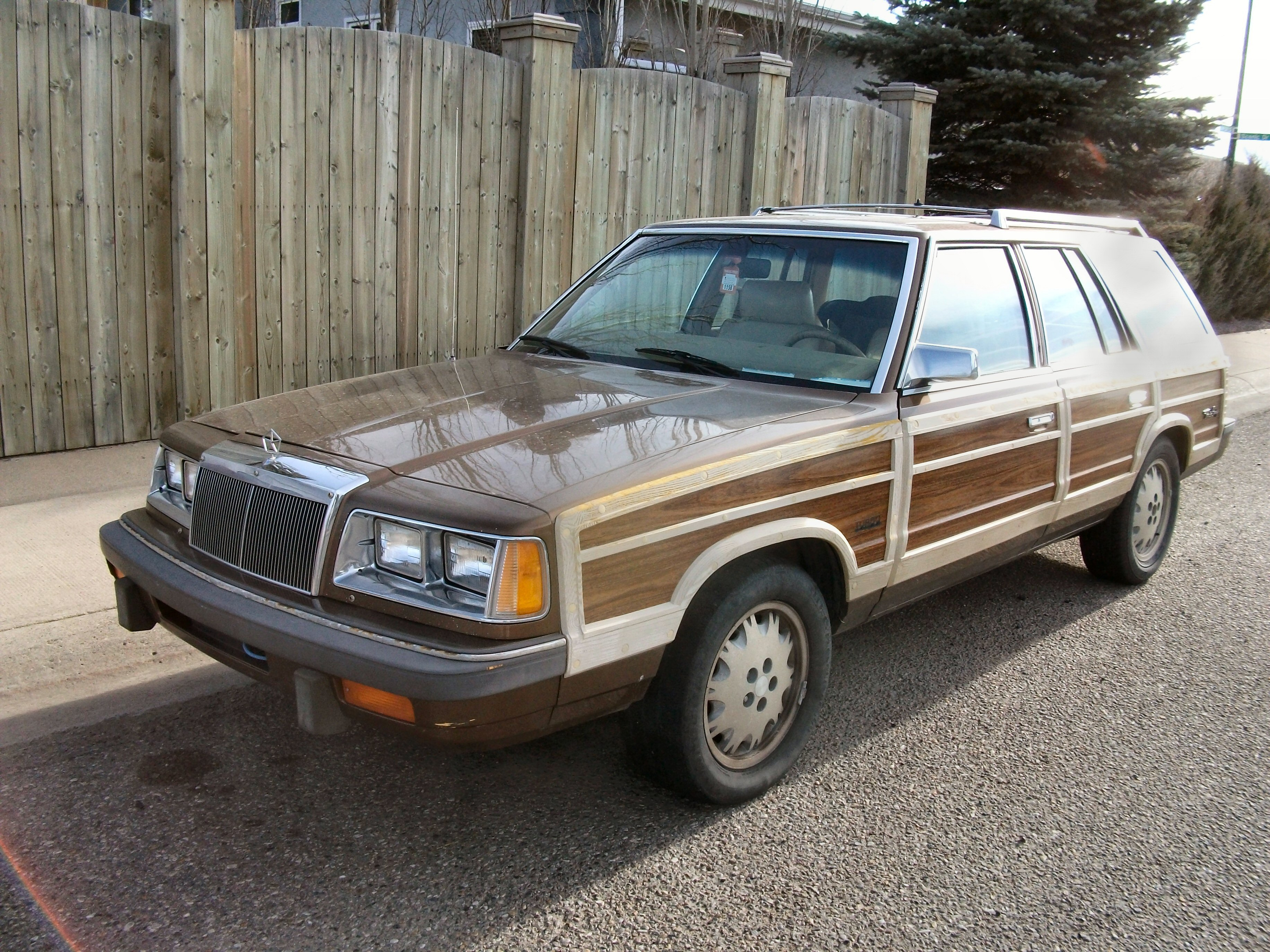
Модель 1986-88 рр.

Протягом 1982—1988 модельних років, назва Town & Country використовувалась на версії універсал передньо-привідного LeBaron в кузові K, маючи зовнішнє оздоблення з імітацією дерева. Версія кабріолет обмеженою серією випускалась в 1983—1986 модельних роках і також мала панель з імітацією дерева і призначалась відобразити класичний вигляд оригінальних кабріолетів 1940-х і початку 1950-х. Кабріолет мав у стандарті шкіряний інтер'єр Mark Cross.
Моделі Chrysler на платформі кузова K, включаючи Town & Country на базі LeBaron, внаслідок були скасовані до кінця 1980-х. Назва Town & County була коротко відсутньою від початку 1989 модельного року, але повернулась в 1990 на щойно спечений люксовий міні-вен Chrysler Town & Country. Як більшість моделей минулого Town & Country, новий міні-вен також мав зовнішнє оздоблення деревом.

## 1990—2016

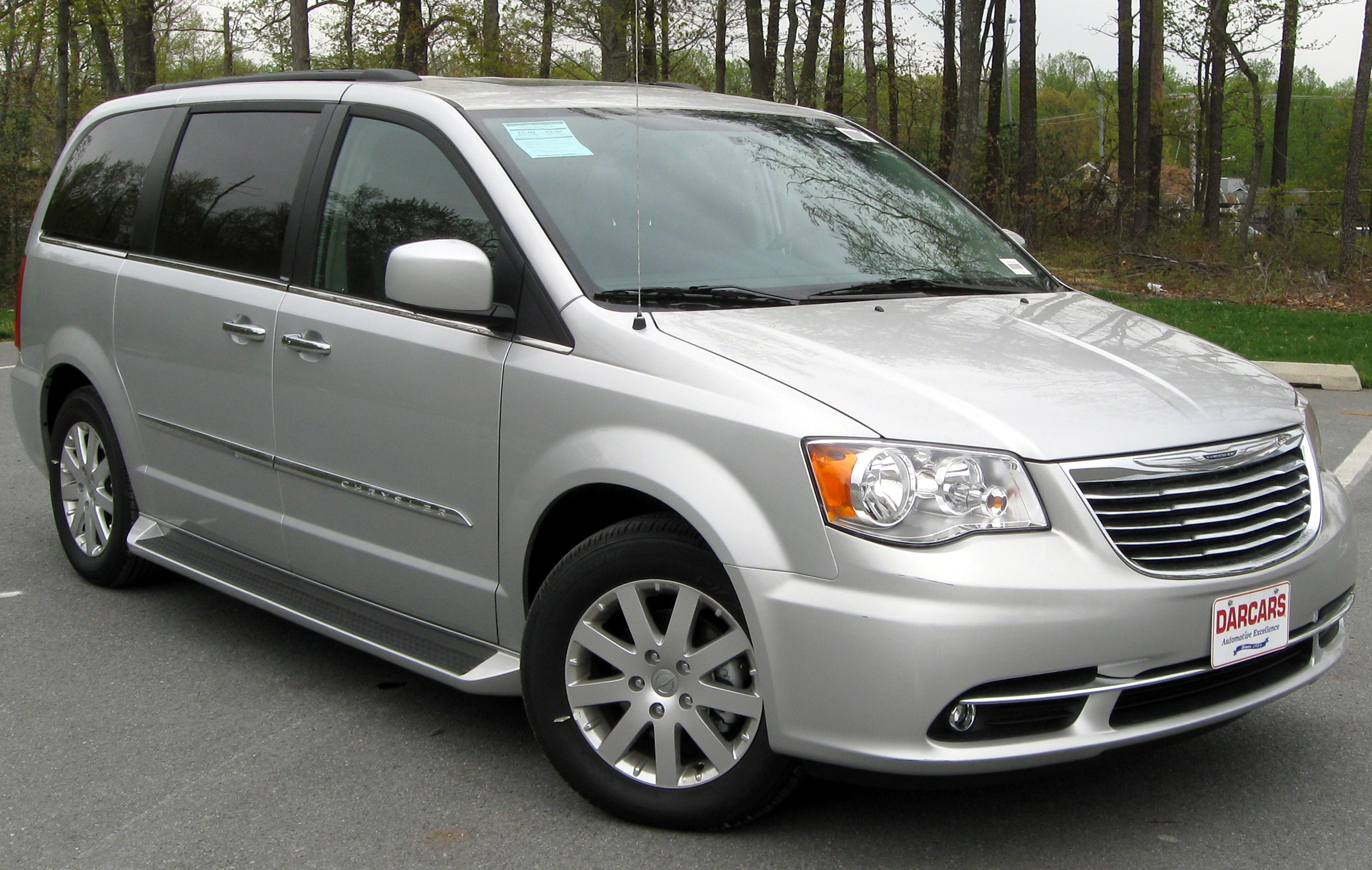
Chrysler Town & Country 2011 року

Запланований спочатку на 1989 модельний рік, Chrysler Town & Country повернувся весною 1989 року як представлення початку 1990 модельного року, але цього разу, він став частиною нової лінійки розкішних мінівенів Chrysler Town & Country, який базувався на побратимах Dodge Grand Caravan і Plymouth Grand Voyager, кожен з яких був доданий до корпоративної лінії мінівенів Chrysler на початку 1987 модельного року як версії з довгою колісною базою/більшою довжиною стандартних мінівенів Dodge Caravan і Plymouth Voyager, які вперше були представлені на запуску лінійки 1984 модельного року. Після його повернення на початку запуску лінійки 1990 модельного року, мінівен Chrysler Town & Country оновлявся кожні 1991, 1996, 2001 і 2008 модельні роки, де на кожну наступну генерацію додавалась нова технологія і з багато промислових новинок.